# روبرت هيرمان (لاعب جمباز)
روبرت هيرمان (بالإنجليزية: Robert Herrmann)‏ هو لاعب جمباز أمريكي، ولد في 11 ديسمبر 1869 في ميلواكي في الولايات المتحدة، وتوفي بنفس المكان في 1919.

## وصلات خارجية
- روبرت هيرمان على موقع أوليمبيديا (الإنجليزية)